# Station Combs-la-Ville - Quincy
Station Combs-la-Ville - Quincy is een spoorwegstation aan de spoorlijn Paris-Lyon - Marseille-Saint-Charles. Het ligt in de Franse gemeente Combs-la-Ville in het departement Seine-et-Marne (Île-de-France).

## Geschiedenis
Het station is in februari 1981 geopend. Dit station verving een ander station op vrijwel dezelfde locatie uit 1849.

## Ligging
Het station ligt op kilometerpunt 25,864 van de spoorlijn Paris-Lyon - Marseille-Saint-Charles.

## Diensten
Het station wordt aangedaan door verschillende treinen van de RER D:
- Tussen Creil/Orry-la-Ville - Coye en Melun
- Tussen Paris Gare de Lyon en Melun

## Vorige en volgende stations
| Richting                         | Vorig station        | Lijn  | Volgend station    | Richting |
| -------------------------------- | -------------------- | ----- | ------------------ | -------- |
| Creil D3 Orry-la-Ville - Coye D1 | Boussy-Saint-Antoine | RER D | Lieusaint - Moissy | Melun D2 |
| Paris Gare de Lyon               | Boussy-Saint-Antoine | RER D | Lieusaint - Moissy | Melun D2 |